# Batalion Ljuboten
Batalion „Ljuboten” – kolaboracyjny oddział wojskowy złożony z Albańczyków z Kosowa w służbie faszystowskich Włoch, a następnie Niemiec podczas II wojny światowej.
W okresie okupacji włoskiej Kosowa w regionie Tetovo został sformowany samodzielny Batalion „Ljuboten” złożony z miejscowych Albańczyków. Jego nazwa pochodziła od szczytu górskiego Ljuboten leżącego na granicy Kosowa i Macedonii. Odbyło się to z inicjatywy włoskiego wywiadu wojskowego Opera Volantario per la Regressione Dell'Autifasismo (OVRA). Jednymi z głównych współtwórców jednostki byli 2 Albańczycy, którzy przed wojną przebywali we Włoszech i nawiązali kontakty z OVRA – Gajur Derala i Redzep Jusufi. Batalion był finansowany przez albańskie władze terytorialne Tetova, na czele których stał Dzafer Sulejmani. Jego żołnierze nie odbyli normalnego przeszkolenia wojskowego, a jedynie szkolenie ideologiczne w duchu albańskiego nacjonalizmu i stworzenia tzw. Wielkiej Albanii. Zadaniem jednostki było zwalczanie lokalnej partyzantki komunistycznej. Po ogłoszeniu przez Włochy zawieszenia broni 8 września 1943 r., Niemcy utrzymali Batalion, przekazując Albańczykom włoskie mundury, wyposażenie i uzbrojenie. Jego szeregi zasilili w tym czasie członkowie organizacji Balli Kombëtar. Pod koniec 1943 r. niemieckie władze okupacyjne skierowały jednostkę wraz z oddziałami zbrojnymi Balli Kombëtar do ataku na miejscowość Kicevo w Macedonii, która była zajęta przez partyzancką I Brygadę Kosowsko-Macedońską. Jednakże w rejonie miejscowości Bukovici wpadła ona w zasadzkę zastawioną przez partyzantów i została praktycznie zniszczona.